# Jan Rak
Jan Rak (také Johannes Rack, Hans Rack, latinsky Ioannes Rhagius Aesticampianus; 1457/1460 – 31. května
1520) byl humanistický básník a teolog pocházející z Dolní Lužice. Psal pouze latinsky.

## Život
Jan Rak se narodil v Dolní Lužici. Vystudoval na univerzitě v Krakově. Cestoval po Itálii. Přednášel rétoriku, poetiku a filozofii na univerzitách v Mohuči, Frankfurtu nad Odrou, Lipsku, Paříži, Kolíně nad Rýnem a nakonec ve Wittenbergu.

## Dílo
Je autorem elegií, hymnů a ód. Podílel se na vzniku proticírkevní satiry Epistolae virorum obscurorum (Dopisy tmářů).